# City of Onkaparinga Tennis Challenger
City of Onkaparinga Tennis Challenger – męski turniej tenisowy rangi ATP Challenger Tour. Rozgrywany na kortach twardych w australijskim Happy Valley w latach 2015–2017.

## Mecze finałowe

### Gra pojedyncza
| Rok  | Mistrz          | Finalista       | Wynik       |
| 2017 | Peter Gojowczyk | Omar Jasika     | 6:3, 6:1    |
| 2016 | Taylor Fritz    | Dudi Sela       | 7:6(7), 6:2 |
| 2015 | Ryan Harrison   | Markos Pagdatis | 7:6(8), 6:4 |

### Gra podwójna
| Rok  | Mistrzowie                             | Finaliści                            | Wynik             |
| 2017 | Hans Podlipnik-Castillo Max Schnur     | Steven de Waard Marc Polmans         | 7:6(5), 4:6, 10–6 |
| 2016 | Matteo Donati Andriej Gołubiew         | Denys Mołczanow Ołeksandr Nedowiesow | 3:6, 7:6(5), 10–1 |
| 2015 | Andriej Kuzniecow Ołeksandr Nedowiesow | Alex Bolt Andrew Whittington         | 7:5, 6:4          |